# Tomás Alberto Le Breton

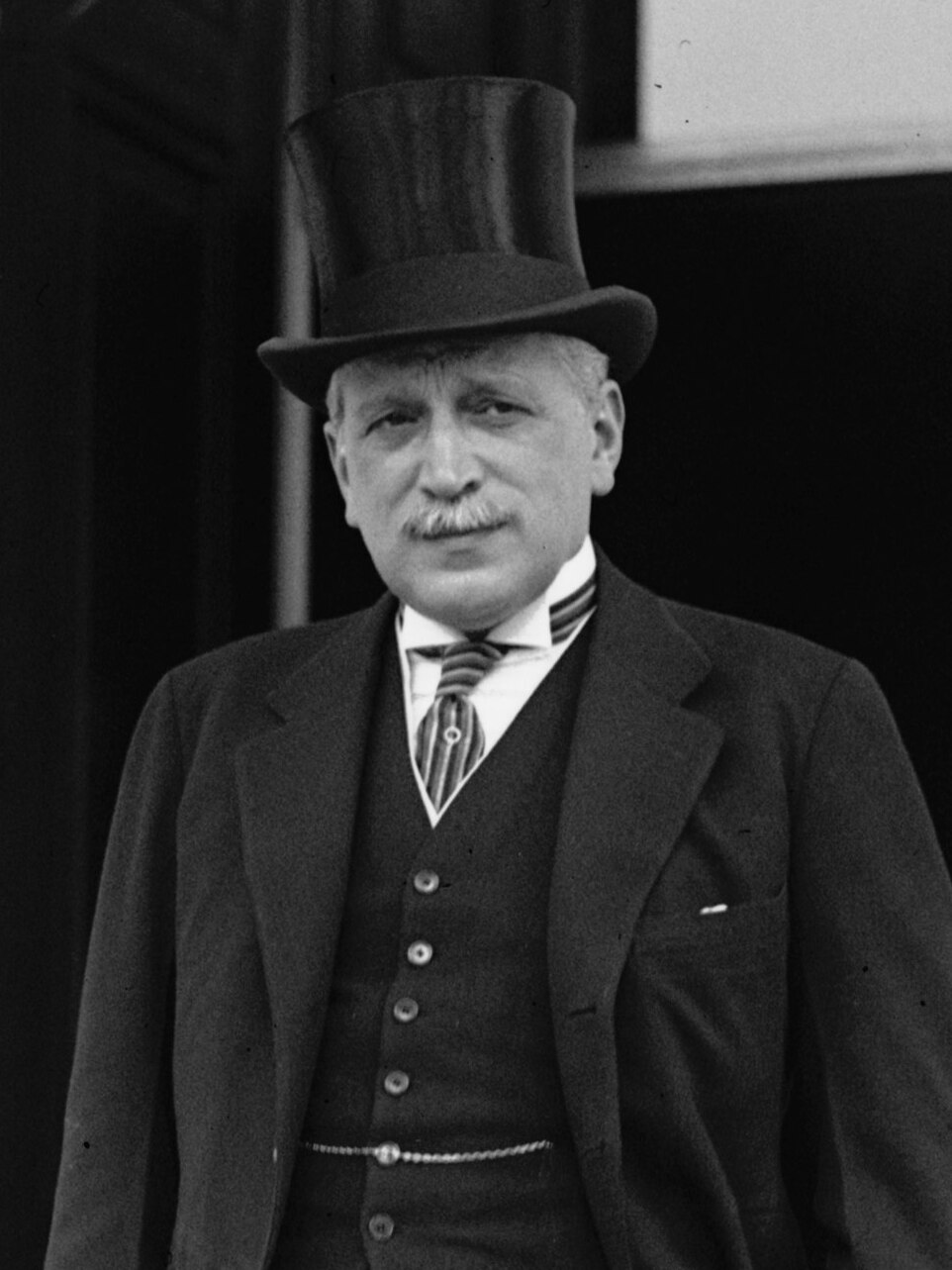
Thomas Alberto Le Breton

Tomás Alberto Le Breton (* 20. Mai 1868 in Buenos Aires; † 15. Februar 1959 in Hurlingham, Buenos Aires) war ein argentinischer Jurist, Politiker, Diplomat, der Gründer der Unión Cívica de la Juventud, die Unión Cívica Radical und 1924 Unión Cívica Radical Antipersonalista.

## Leben und Wirken
Tomás Alberto Le Breton Ibarguren war der Sohn von Dolores Ibarguren Ruiz und Tomás Le Bretón (geb. 1842). Tomás Le Breton jun. studierte Jura und arbeitete als Rechtsanwalt.
1914 wurde Tomás Le Breton für die Unión Cívica Radical in die Abgeordnetenkammer der argentinischen Nation und 1922 in den Senat des Nationalkongresses gewählt. 1915 wurde er Vorsitzender der Unión Cívica Radical in Buenos Aires.
Vom 3. März 1919 bis zum 12. Oktober 1922 war Le Breton argentinischer Gesandter in Washington, D.C. Von 1922 bis 1925 war er Landwirtschaftsminister und Außenminister im Kabinett von Marcelo Torcuato de Alvear. Als Landwirtschaftsminister setzte er sich für den Anbau von Baumwolle im Chaco ein.
1926 nahm Le Breton als Vertreter Argentiniens beim Völkerbund die diplomatische Tätigkeit wieder auf. Von 1930 bis zum 2. Juni 1938 war er Botschafter in Paris. 1931 war er zudem Delegierter beim Bureau International du Travail in Genf (Internationale Arbeitsorganisation). Bei der Londoner Konferenz (1933) vom 12. Juni bis zum 27. Juli 1933 zur Überwindung der Wirtschaftskrise leitete er die argentinische Delegation, ebenso bei der Konferenz von Évian vom 6. Juli bis zum 15. Juli 1938. Dabei ging es um die Frage der Aufnahme jüdische Flüchtlinge aus Deutschland und Österreich, während der argentinische Außenminister José María Cantilo gleichzeitig die Direktive 11 unterzeichnete. Am 15. Juli 1938 wurde Le Breton zum Botschafter in London ernannt.